# Micro-Cap
Micro-Cap — SPICE-подобная программа для аналогового и цифрового моделирования электрических и электронных цепей с интегрированным визуальным редактором. Была разработана компанией Spectrum Software и распространялась по платной лицензии. В июле 2019 года компания Spectrum Software закрылась, а программа Micro-Cap стала бесплатной. В результате закрытия техническая поддержка и обновления были прекращены. В начале 2023 года сайт компании закрылся, но был сохранён на archive.org.

## Перечисление версий
Название Micro-Cap происходит от термина Microcomputer Circuit Analysis Program (Программа анализа микрокомпьютерных схем). Первая версия программы вышла в июне 1980 года.
Начиная с Micro-Cap 11, версии программы разделяются, для 32-битных (до 3 Гбайт ОЗУ) и 64-битных (до 192 Гбайт ОЗУ) систем. 
- 1982 — Micro-Cap 1
- 1984 — Micro-Cap 2
- 1988 — Micro-Cap 3
- 1992 — Micro-Cap 4
- 1995 — Micro-Cap 5
- 1997 — Micro-Cap 5 2.0
- 1999 — Micro-Cap 6
- 2001 — Micro-Cap 7
- 2004 — Micro-Cap 8
- 2007 — Micro-Cap 9
- 2010 — Micro-Cap 10
- 2013 — Micro-Cap 11
- 2018 — Micro-Cap 12 (Последнее крупное обновление)